# Chris Leeflang

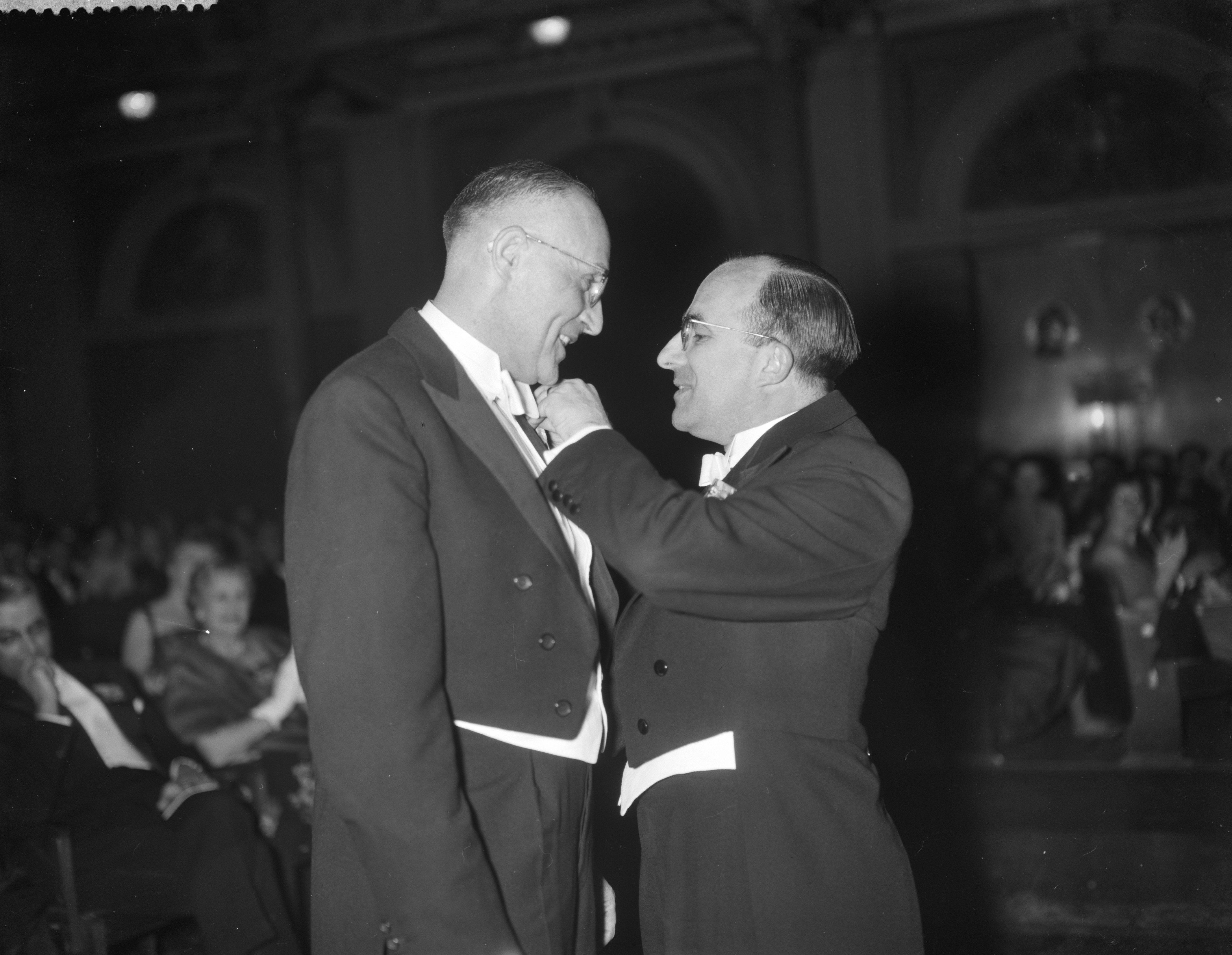
Leeflang krijgt versierselen behorende bij de benoeming tot officier in de Orde van Oranje-Nassau opgespeld, 1960

Christiaan (Chris) Leeflang (Vlaardingen, 1 oktober 1904 – Amersfoort, 30 juni 1993) was een Nederlandse boekverkoper, uitgever, bibliofiel en boekenverzamelaar.

## Biografie
Chris Leeflang werd geboren in Vlaardingen als zoon van Maria Limburg en rijksambtenaar Christiaan Leeflang. Hij wist al op jonge leeftijd dat hij het boekenvak in wilde. In 1929 werd Leeflang mededirecteur van boekhandel Broese in Utrecht. Nadat in 1930 Hendrik Willem Broese (1879-1942), kleinzoon van de oprichter, door ziekte was uitgevallen, werd hij benoemd tot directeur.
In 1945 richtte hij, met Charles Nypels en G.M. van Wees, Stichting De Roos op. Na de Tweede Wereldoorlog was Leeflang dertien jaar voorzitter van de CPNB. Onder zijn voorzitterschap werd de propaganda voor boeken geprofessionaliseerd. Zo was hij de bedenker van het Boekenbal. In 1960 werd hij als voorzitter opgevolgd door Geert Lubberhuizen. Bij de opening van de 25ste Boekenweek, de laatste onder zijn regiem, werd Leeflang benoemd tot officier in de Orde van Oranje-Nassau.
Leeflang trad in 1973 af als directeur van Broese. Hij bleef daarna nog in dienst als adviseur van het bedrijf.
In 1976 kreeg Leeflang de Zilveren Anjer opgespeld voor zijn verdiensten voor het Nederlandse boek.

Leeflang overleed in 1993 in Amersfoort. Hij werd gecremeerd in crematorium Daelwijck in Utrecht. Zijn bericht van overlijden, ondertekend door vrienden en familie, begint met een citaat uit Duinese Elegien (Elegieën van Duino) van Rainer Maria Rilke (vertaling W.J.M. Bronzwaer): 
Vreemd is het wel, de aarde niet meer te bewonen, zich van nauwelijks geleerde gewoontes niet meer te bedienen, etc.

## Onderscheidingen
- Officier de L'Ordre des Palmes Académiques, 1958[16]
- Officier in de Orde van Oranje-Nassau, 1960
- Zilveren Anjer, 1976

- Biografisch Portaal: 86943097
- Gemeinsame Normdatei: 126710546
- International Standard Name Identifier: 0000 0000 4303 7824
- Library of Congress Control Number: n2020026255
- Nederlandse Thesaurus van Auteursnamen: 070988145
- RKD-Nederlands Instituut voor Kunstgeschiedenis: 354099
- Système universitaire de documentation: 229098819
- Virtual International Authority File: 20682995
- WorldCat: E39PCjyRK9jjpD8x36FMMVYGd3